# Cácota
Cácota là một khu tự quản thuộc tỉnh Norte de Santander, Colombia. Thủ phủ của khu tự quản Cácota đóng tại Cácota Khu tự quản Cácota có diện tích 1176 ki lô mét vuông. Đến thời điểm ngày 28 tháng 5 năm 2005, khu tự quản Cácota có dân số 3359 người.